# Dargovských hrdinov
Dargovských hrdinov je městská část Košic, součást okresu Košice III.
Městská část je situována na kopci známém jako Furča, což je také lidový název této městské části. V současnosti v ní žije přibližně 30 000 obyvatel, velká většina z nich v sídlištní zástavbě. V městské části Dargovských hrdinů se nenachází prakticky žádný průmysl.

## Polohopis
Městská část Dargovských hrdinov se rozkládá z převážné části na kopci Furča, na severovýchodě Košic. Spolu s městskou částí Košická Nová Ves, která leží na jih od sídliště je součástí okresu Košice III. Dalšími sousedními městskými částmi jsou na severozápadě Sídlisko Ťahanovce, na západě Džungľa a Staré Mesto a z jihu Vyšné Opátske. Na východě městská část sousedí s okresem Košice-okolí, s katastrálními územími obcí Budimír, Hrašovík, Košické Oľšany (část Vyšný Olčvár) a Sady nad Torysou (část Zdoba).

### Ulice
Jméno městské části odkazuje na účastníky bojů o Dargovský průsmyk, a také většina ulic v městské části je pojmenována po místech spjatých s boji na východní frontě nebo událostmi druhé světové války a po vedoucích představitelích odboje. Po sametové revoluci v r. 1989 se nenašla občanská vůle tyto názvy změnit.
Na sídlišti se nacházejí následující ulice: Adlerova, Bašťovanská, Benadova, Bielocerkevská, Buzulucká, Clementisova, Dvorkinova, Exnárova, Fabryho, Furčianska*, Herlianska*, Charkovská*, Jaltská, Jegorovovo námestie, Kalinovská, kapitána Jaroša, Krosnianska, Kurská, Lidické námestie, Lupkovská*, maršála Koneva, Maurerova, Ovručská, Postupimská, Povstania českého ľudu, Slivník, Svätej rodiny, Tokajícka, Trieda armádneho generála Ludvíka Svobodu, Zupkova. Pod sídliskom (také Drieňová), Orechová, Pod Furčou, Prešovská cesta*, Sečovská*, Slivník, Vo výmoli
(* – ulicí probíhá hranice s jinou městskou částí)

### Vodní toky
Přes intravilán neprotéká žádný vodní tok. Okrajem protéká potok Moňok a Košariský potok. V městské části se nenacházejí žádné vodní plochy.

## Symboly obce
Zastupitelstvo v Košicích usnesením č. 494 na svém XVI. jednání dne 26. června 2008 v souladu se zákonem o obcích schválilo obecně závaznou vyhlášku města Košice č. 101 o znaku a vlajce městské části Košice - Dargovských hrdinov.

### Znak
Ve zlatém štítě tři černé klíny.

### Vlajka
Vlajka má podobu v jedné čtvrti od žerdi štípaného listu, jehož žerďová část je žluto-modře dělená. Vlající část sestává ze sedmi podélných pruhů - střídavě žlutých a černých. Vlajka má poměr stran 2:3 a ukončena je třemi cípy, tj. dvěma zástřihy, sahajícími do třetiny její listu.

## Historie
Výstavba sídliště začala 29. června 1976 o 9. hodině za přítomnosti vedoucího tajemníka Východoslovenského KV KSS Jána Pirče, vedoucího tajemníka MV KSS Dezidera Zagiby, ředitele odboru ministerstva výstavby a techniky Slovenské socialistické republiky Ing. Kristla, zástupců politického a veřejného života kraje a města, dodavatelů a projektových závodů. Pamětní list v měděném pouzdře s údaji týkajícími se výstavby nového sídliště položil do základního kamene bloku 606 se 192 bytovými jednotkami v 6. okrsku vedoucí tajemník VSL. KV KSS Ján Pirc.

## Politika

### Zastupitelstvo
Po komunálních volbách v prosinci 2006 bylo v pěti volebních obvodech zvolené 23členné místní zastupitelstvo s následující strukturou: SMER - sociální demokracie 11 poslanců, Křesťanskodemokratické hnutí 4 poslanci, Lidová strana - Hnutí za demokratické Slovensko 3 poslanci, Slovenská demokratická a křesťanská unie - Demokratická strana 3 poslanci, Strana regionů Slovenska 1 poslankyně a jeden poslanec kandidoval jako nezávislý. 17 z 23 poslanců má vysokoškolské vzdělání, v zastupitelstvu jsou tři ženy.
Po komunálních volbách v prosinci 2010 bylo v pěti volebních obvodech zvolené 23členné místní zastupitelstvo s následující strukturou: koalice SMER – sociální demokracie, Lidová strana - Hnutí za demokratické Slovensko, Most-Híd má 12 poslanců, koalice Slovenská demokratická a křesťanská unie - Demokratická strana, Svoboda a Solidarita, Křesťanskodemokratické hnutí a Strana maďarské koalice má 10 poslanců a jeden poslanec je nezávislý.
Starostou Dargovských hrdinů je Mgr. Jozef Andrejčák (SMER-SD).

### Obyvatelstvo
K 31. prosinci 2006 žilo na území Dargovských hrdinov 27 667 obyvatel, z toho 13 441 mužů (48,58 %) a 14 226 žen (51,42 %). V předproduktivním věku 0–14 let bylo 3 703 obyvatel (13,38 %), v produktivním věku 15–54 let 21 109 obyvatel (76,30 %), v poproduktivním věku bylo 2 855 obyvatel (10,32 %). Přestože je natalita (298 obyv., 2006) dvojnásobná oproti mortalitě (142 obyv., 2006), počet obyvatel má mírně klesající tendenci – hlavním důvodem je stěhování na jiná místa.
Při sčítání v roce 2001 se přes 91 % obyvatel hlásilo ke slovenské národnosti, přes 3 % k maďarské, něco přes procento k romské a přibližně procento k rusínské nebo ukrajinské národnosti.
Při stejném sčítání se asi 57 % obyvatel přihlásilo k římskokatolickému vyznání, 8 % řeckokatolickému a 4 % evangelickému. 21 % obyvatel bylo bez vyznání a další 4 % se nevyjádřila.

## Sport
- V údolí mezi ulicemi Tokajícká a Lidická náměstím ze severu a Beňadovou ulicí z jihu se nachází bikrosová dráha vybudovaná v letech 1999–2000. Je dlouhá 390 metrů, má sedm zatáček a jedenáct skupin překážek. Využívá se soutěžně i na rekreační bikros.
- Lesoparkem v místní části od ulice Furčianska prochází turistická cesta na Zelený dvůr
- Od roku 2003 se v lesoparku běží Furčianský maratón – memoriál Štepána Semana[8] pořádaný občanským sdružením O5 bežecký klub Furča

## Hospodářství a infrastruktura

### Doprava
Dopravní spojení s centrem města a ostatními městskými částmi zajišťuje Dopravní podnik města Košice. Spojení je zajišťováno autobusy (Linky 15, 17, 20, během týdne ve špičce i linka 54. Rychlé spoje do US Steel RA6 a RA7 (Lingov)) a od roku 1993 i trolejbusy (linky 71, 72 a noční linka N71). Pod sídlištěm, územím, které spadá do městské části, procházejí i další linky (autobusy 10, 33, 51, 56, RA5 a noční linka N1).
Hlavní dopravní tepnou sídliště Dargovských hrdinov je Třída armádního generála Ludvíka Svobody, která prochází celou městskou částí. Po západní straně městskou část ohraničuje Prešovská cesta, která se napojuje na dálnici Košice–Prešov a z jihu Sečovská cesta (dále Herlianska), která spojuje Košice s Sečovce a Michalovce.

### Školství
- Mateřské školy: Jaltská 33, Kalinovská 9, Lidické námestie 18, Ovručská 14, Povstania českého ľudu 11, Zupkova 37
- Základní školy: Fabryho 44, Krosnianska 4, Krosnianska 2, Maurerova 21, Postupimská 37
- Střední školy: Katolická střední pedagogická škola Košice
- Gymnázia:
  - Sv. Edity Steinové (Charkovská 1)